# Pseudorhadinorhynchus leuciscus
Pseudorhadinorhynchus leuciscus är en hakmaskart som först beskrevs av Krotov och Petrochenko 1956.  Pseudorhadinorhynchus leuciscus ingår i släktet Pseudorhadinorhynchus och familjen Illiosentidae. Inga underarter finns listade i Catalogue of Life.